# Phare arrière de Bellevue

Le phare arrière de Bellevue (en anglais : Bellevue Range Rear Light) est un phare servant de feu d'alignement arrière situé à l'embouchure du fleuve Delaware, à Wilmington dans le comté de New Castle, Delaware. 
Il est inscrit au Registre national des lieux historiques depuis le 6 avril 2006 sous le n° 06000313 .

## Historique
Le premier phare arrière de Bellevue est une tour pyramidale de 32 m construite en 1909 sur le terrain d'une décharge. Il a été exploité par des gardiens résidents de 1909 à 1934, date à laquelle il a été automatisé. Le feu arrière a été désactivé en 2001 lorsque le site d'enfouissement est devenu trop haut pour voir la lumière.
Une tour moderne a été construite pour le remplacer et reste une aide active à la navigation. Le feu arrière d'alignement de Bellevue n'est pas ouvert au public.

Il fonctionne conjointement avec le feu d'alignement avant  qui émet, à une hauteur focale de 11 m un éclat vert toutes les 2,5 secondes.

## Description
Le phare  est une tour métallique à claire-voie de 28 m de haut, avec une petite galerie. Il émet, à une hauteur focale de 28 m, une lumière verte continue.
Identifiant : ARLHS : USA-050 ; USCG : 2-3085 ; Amirauté : J1313.1 : NGA : .

### Lien connexe
- Liste des phares du Delaware